# Piccolo Khabur
Il Khabur (in lingua araba: Habur o Khabir; in turco, Habur Suyu, dove suyu vuol dire 'acqua') è un fiume che ha origine nel distretto di Uludere (Provincia di Şırnak, Anatolia Orientale, Turchia), ed è formato dall'unione di piccoli fiumi che sgorgano dai monti dell'Anti-Tauro a sud-est di Hakkâri. È affluente di sinistra del Tigri.
È detto Piccolo Khabur per distinguerlo dal Grande Khabur, affluente di sinistra dell'Eufrate.
Inizialmente scorre prevalentemente in direzione sud fino a quando attraversa il confine turco-iracheno, poi una volta arrivato in territorio iracheno cambia direzione e volge a ovest passando attraverso la città di Zakho che viene divisa in due parti (il fiume Piccolo Khabur non va confuso con il suo affluente principale, l'Hezil Suyu). Qui il Piccolo Khabur  è attraversato da un antico ponte probabilmente di origini romane, il ponte Delal. Alcuni chilometri a ovest della città di Zakho il Piccolo Khabur si unisce al suo affluente principale, l'Hezil Suyu (oppure fiume Nizil o Hezil Çayı); da qui in avanti il Piccolo Khabur è anche chiamato Hezil Suyu e sfocia nelle acque del Tigri vicino alla triplice frontiera tra la Turchia, l'Iraq e la Siria.
Dopo aver attraversato la città di Zakho il Piccolo Khabur fa da confine naturale internazionale (per 20 km circa) al posto di blocco di Ibrahim Khalil tra la Turchia e la regione del Kurdistan iracheno.